# Гужова, Вера Никитична
Вера Никитична Гужова (18 (30) января 1898, Киев — 6 февраля 1974) — оперная певица, сопрано, педагог. Народная артистка УССР — 1941.

## Биография
В 1919 году поступила в Киевскую консерваторию по классу вокала. Брала уроки пения у Елизаветы Мусатова-Кульженко и Федора Гавриловича Орешкевича. Её сценическая деятельность в качестве артиста началась в 1920 году, когда она стала солисткой капеллы «Думка».
В 1921—1924 годах — солистка Киевского железнодорожного рабочего театра, а в 1924—1950 годах с перерывами была солисткой Харьковского театра. Период с 1932 по 1933 годы посвятила Азербайджанскому театру, а во время Великой Отечественной войны выступала в Грузинском театре оперы и балета. В 1949 году оставила карьеру солистки и начала преподавательскую деятельность, сначала в Харьковской, а после и в Киевской консерватории.
1956—1957 годах записала на грампластинку две украинские народные песни — «Высокая ива» и «Выйду я на дорожку», и романс Николая Лысенко «Как не клял тебя, о зоре» на слова Ивана Франко.
Написала воспоминания об Оксане Петрусенко, Иване Алчевском, Михаиле Донце.

## Партии
- Наталки («Наталка Полтавка» Н.Лысенко);
- Одарки («Запорожец за Дунаем» Гулака-Артемовского);
- Татьяны, Лизы («Евгений Онегин», «Пиковая дама» П.Чайковского);
- Ярославны («Князь Игорь» А. Бородина);
- Этери («Абесалом и Этери» С. Палиашвили);
- Аиды («Аида» Дж. Верди). Исполняла произведения украинских и зарубежных композиторов.